# EZ-Link

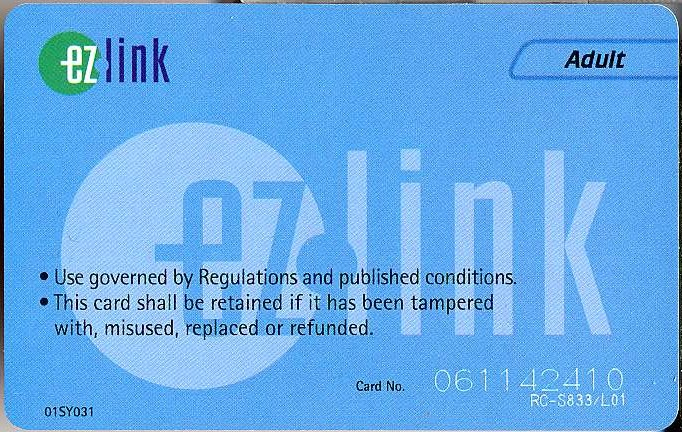
EZ-Link-Karte in Singapur (2005)

Die EZ-Link ist eine berührungslose, wiederaufladbare Chipkarte, die als Fahrkarte im U-Bahn- (MRT) und Bussystem Singapurs benutzt wird.
Seit 2019 können kontaktlose MasterCard-, VISA-, American Express- und NETS-Geldautomatenkarten wie EZ-Link-Karten unter SimplyGo verwendet werden. TransitLink und LTA sind die ersten gemeinsamen Transportunternehmen, die kontaktlose Zahlungen in jeglicher Form akzeptieren, und die Verbreitung des kontaktlosen Bezahlens in Singapur wird dieser Tatsache zugeschrieben. Sie sind auch die größte Akzeptanzstelle für kontaktlose Zahlungen, wobei 30 % der kontaktlosen Zahlungen im MRT-Netz zu Tarifen für Erwachsene erfolgen.
LTA hat die Verwendung von Standardtickets ab dem 1. Januar 2022 eingestellt und endet am 10. März 2022. Ab dem 11. März 2022 können Menschen in Singapur keine Standardtickets kaufen und müssen diese Zahlungsmethoden verwenden.

## Übersicht
Sie löste Mitte 2002 die Magnetspeicherkarten ab, da diese nicht mehr den gestiegenen Datenspeicher- und Informationsbedarf für das erweiterte Nahverkehrsnetz nachkam. Unter anderem kann sie in Bussen, der MRT, der LRT und auch bei Zahlungen in Geschäften benutzt werden (z. B. in vielen McDonald’s-Filialen). Die Karte ist anonym, das heißt, beim Kauf wird kein Ausweis verlangt. Eine Ausnahme bildet die personalisierte Karte. Allerdings besitzen alle EZ-link-Karten eine individuelle Seriennummer zur Identifikation, was eine Verfolgung der gefahrenen Strecke, aber auch die Nutzung als Zugangsausweis ermöglicht. Der Name „EZ-link“ wird auf Englisch wie „easy link“ (deutsch: bequeme Verbindung) ausgesprochen. Ursprünglich war es das Monopol bis September 2009, als die NETS FlashPay, die ein Monopol für die Mautzahlungen Electronic Road Pricing (ERP) hatte, auf den Markt für Transportzahlungen kam (und umgekehrt). EZ-Link-Karten werden vertrieben und verwaltet von EZ-Link Pte. Ltd., ebenfalls eine Tochtergesellschaft der Land Transport Authority von Singapur.
Zum 1. Oktober 2009 wurde die alte EZ-link-Karte durch eine neue CEPAS-EZ-link-Karte abgelöst. CEPAS steht für den Singapurer Standard „Contactless ePurse Applications“. Alte EZ-link-Karten konnten zwischen dem 9. Januar und 30. September 2009 eingetauscht werden.
Im April 2019 gab EZ-Link bekannt, dass es mit Touch n' Go zusammenarbeitet, um eine Karte mit zwei Währungen zu entwickeln.
Im Januar 2021 hat LTA SimplyGo für Karten für Erwachsene eingeführt, gefolgt von allen ermäßigten Karten im Oktober 2022.
Ab dem 1. Juni 2024 wird die Unterstützung für Nicht-SimplyGo EZ-Link Karten, Konzessionskarten und NETS FlashPay im öffentlichen Verkehr entfernt und alle diese Karten werden nicht mit den neuen On-Board-Units (OBUs) kompatibel sein. Benutzer müssen ein Upgrade auf SimplyGo-Karten durchführen, dazu gehören GrabPay MasterCard, Youtrip, Revolut, Wise und alle anderen Debit-/Kreditkarten.

## Gebrauch
Es reicht, mit der Karte in die Nähe von einigen Zentimetern des Lesegerätes zu kommen. Die Abbuchung funktioniert selbst durch gewöhnliche Materialien, wie Leder oder Baumwolle, so dass die meisten Benutzer ihre Geldbeutel, Handtaschen, Rucksäcke oder Jacken über den Kartenleser streifen. Das Abbuchen des Guthabens dauert nur 0,2 Sekunden. Sollten sich mehrere Karten zum Beispiel im Geldbeutel befinden, kann der Kartenleser nicht einwandfrei funktionieren, da sich die Karten gegenseitig stören. Als Abhilfe muss die Karte einzeln über den Kartenleser gehalten werden.
Die EZ-Link-Funktion wird für ihre Konzessionskarten für Studenten, Menschen mit Behinderungen, Geringverdiener, Monatsfahrkarten für Erwachsene, Senioren über 60 Jahre und Vollzeitpersonal des Nationalen Dienstes bei den Singapore Armed Forces, Singapore Civil Defense Force verwendet und die Polizei von Singapur.
Die Karte kann an den Haltestellen an speziellen Automaten nachgeladen und die letzten Abbuchungen nachverfolgt werden. Der Kauf erfolgt an Service-Schaltern (in jedem U-Bahnhof vorhanden), 7-Eleven-Läden oder Postfilialen. Im Kaufpreis enthalten ist ein Startguthaben sowie eine Kartengebühr von 5 SGD, welche bei Rückgabe nicht erstattet wird. Der Mindestwert für die Bargeldaufladung beträgt 2 SGD an TransitLink-Fahrkartenschaltern und Aufladeautomaten, während die für die elektronische Zahlung seit Juli 2021 bei 5 USD (Kinder) und 10 USD (Erwachsene) bleiben.

## Vorteile
Es ist nicht mehr nötig, genügend Kleingeld zur Hand zu haben oder ständig Fahrkarten zu kaufen. Zudem ist das Schwarzfahren quasi unmöglich da bei allen MRT/LRT-Stationen Barrieren überwunden werden müssten, und bei Bussen generell nur an der Fahrertür zugestiegen werden darf. Zudem ist auch die Bevölkerung stark dafür sensibilisiert, Schwarzfahren umgehend dem Sicherheitspersonal zu melden.

### MRT/LRT
Im MRT/LRT-Netz (Mass Rapid Transit/Light Rail Transit) erhöhte sich die Durchgangsrate durch die Drehkreuze von 25 Fahrgästen auf 40 Fahrgästen in derselben Zeit.

### Busse
Durch Benutzung der EZ-Link können bis zu 20 Fahrgäste pro Minute in einen Bus einsteigen, verglichen mit 12 Fahrgästen bei Barzahlung oder 15 Fahrgästen bei Gebrauch der alten magnetischen Fahrkarte. Dies verkürzt als Folge daraus die Standzeit der Busse an Haltestellen.

## Technik
Die EZ-Link hat die Abmessungen einer gewöhnlichen Kreditkarte nach ISO/IEC 7816. Die Oberfläche besteht aus PET, welches vernachlässigbare Auswirkungen auf die Umwelt bei der Müllverbrennung hat. Der sabotagesichere RFID-Chip und die Antenne befinden sich sicher geschützt im Inneren der Karte. Die Datenverbindung erfolgt mittels Funkwellen im Abstand von bis zu 10 cm. Es befindet sich keine Batterie in der Karte, die Energie für den Betrieb des RFID-Chip wird über elektromagnetische Wellen vom Kartenleser übertragen. Die Karte, wie auch der Kartenleser, stellen eine sichere, schnelle und zuverlässige Datenverbindung her. Die starke Verschlüsselungstechnik verhindert Abhören und den betrügerischen Gebrauch und hilft damit eine hohe Datensicherheit des Systems sicherzustellen.
Dieses System ähnelt weitgehend der Oyster Card in London, der Octopus-Karte in Hongkong, der Super Urban Intelligent Card (Suica)/PASMO in Tokio, Touch n' Go in Malaysia und der EasyCard in Taipei.